# Edda Bresciani
Edda Bresciani (Lucca, 23 settembre 1930 – Lucca, 29 novembre 2020) è stata un'egittologa e archeologa italiana.

## Biografia
Si laureò all'Università di Pisa, nel 1955, in egittologia, e fu docente di Lingua e Letteratura copta nell'Università di Roma "La Sapienza". Divenne poi ordinaria di egittologia all'Università di Pisa, dove insegnò anche lingua e letteratura demotica.
Fondatrice della rivista Egitto e Vicino Oriente nel 1978, fu autrice di numerose pubblicazioni sull'Antico Egitto. Diresse varie missioni archeologiche in Egitto e ricevette l'Ordine del Cherubino e la Medaglia d'oro ai benemeriti della scienza e cultura.
Per conto dell'Università di Pisa, di cui fu infine docente emerita, diresse il progetto Issemm, finanziato dal ministero italiano per gli affari esteri – Direzione generale per la cooperazione allo sviluppo - destinato a dare un supporto tecnico e scientifico per il monitoraggio e la gestione dei siti archeologici egiziani, in collaborazione con lo SCA egiziano. Grazie all'Issemm vennero realizzati il Parco archeologico e il Visitor Centre di Medinet Madi nel Fayum in Egitto (inaugurato l'8 maggio 2011).
Fu socia nazionale dell'Accademia Nazionale dei Lincei e socia ordinaria dell'Accademia Lucchese di Scienze, Lettere e Arti; in Francia era membro dell'Académie des inscriptions et belles-lettres.
Edda Bresciani è morta novantenne il 29 novembre 2020, durante un ricovero nella clinica Barbantini di Lucca.

## Omaggi
- Dal luglio del 2021 le sono intitolate le Collezioni egittologiche dell'Università di Pisa.

## Opere
- con Sergio Pernigotti, ASSUAN. Il tempio tolemaico di Isi. I blocchi decorati e iscritti, Pisa Giardini, 1978.
- L'Antico Egitto di Ippolito Rosellini nelle tavole dai monumenti dell'Egitto e della Nubia, Ed. Istituto geografico de Agostini, ISBN 8841504102.
- (a cura di E. Bresciani), Grande enciclopedia illustrata dell'Antico Egitto, Ed. De Agostini 1998, 2005, ISBN 884155259X.
- Il volto di Osiri: tele funerarie dipinte nell'Egitto romano, Ed. Maria Pacini Fazzi, ISBN 8872462320.
- Khelua: una necropoli del Medio Regno nel Fayum, ETS, ISBN 8846702085.
- con Angiolo Menchetti, Nozioni elementari di grammatica demotica, Ed. Cisalpino-Goliardica, 1969, ISBN 8820501503.
- Sulle rive del Nilo: l'Egitto al rempo dei faraoni, Laterza, ISBN 8842061662.
- Food and drink. Life resources in ancient Egypt, Pacini Fazzi, 1997.
- Letteratura e poesia dell'antico Egitto. Cultura e società attraverso i testi, Einaudi Tascabili 2007, ISBN 9788806190781.
- I testi religiosi dell'antico Egitto, Mondadori, 2001.
- (a cura di Edda Bresciani), La piramide e la torre. Duecento anni di archeologia egiziana, Pisa, 2000.
- Nove Faraoni, Pisa Plus, 2001.
- Kom Madi 1977 e 1978. Le pitture murali del cenotafio di Alessandro Magno, prima ristampa con aggiornamenti, Pisa, 2003.
- (a cura di E. Bresciani, M. Betrò), Egypt in India. Egyptian Collection in indian Museums, Pisa Plus, 2004, ISBN 9788884921895.
- con Mario Del Tacca, Arte medica e cosmetica alla corte dei faraoni/Medicine and cosmetics at Pharaohs' court, Pisa, 2005, Pacini, ISBN 8877816686 (88-7781-668-6).
- La porta dei sogni. Interpreti e sognatori nell'Egitto antico, Einaudi Saggi, 2005, vincitore Premio Nazionale Letterario Pisa per la Saggistica,[2] ISBN 9788806177935.
- (a cura di Edda Bresciani, Antonio Giammarusti, Rosario Pintaudi, Flora Silvano), Medinet Madi. Venti anni di esplorazione archeologica (1984-2005), Università di Pisa, 2006.
- Ramesse II, Firenze, Giunti Editore, 2012, ISBN 9788809763227.